# Willy Rasmussen (Weitspringer)

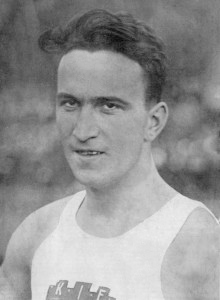
Willy Rasmussen

Willy Rasmussen (* 6. November 1910 in Kopenhagen; † 3. September 1958 in Horsens) war ein dänischer Weitspringer, Dreispringer und Zehnkämpfer.
Beim Weitsprung der Olympischen Spiele 1936 in Berlin schied er in der Qualifikation aus.
Siebenmal wurde er Dänischer Meister im Weitsprung (1929–1934, 1936), zweimal im Dreisprung (1931, 1932), viermal im Zehnkampf (1929, 1930, 1932, 1934) und einmal im Fünfkampf (1930).

## Persönliche Bestleistungen
- Weitsprung: 7,30 m, 1931
- Dreisprung: 14,49 m, 16. August 1931, Kopenhagen
- Zehnkampf: 5246 Punkte, 1934